# JaM
JaM (John and Martin) – interpretowany język grafiki podobny do Forth, opracowany w 1978 r. przez Johna Warnocka i Martina Newella (Xerox PARC). JaM był protoplastą zarówno InterPressu, jak i PostScriptu - wzmianka o nim znajduje się z tego powodu w PostScript Language Reference Manual firmy Adobe Systems.